# سیارک ۷۹۹۲
سیارک ۷۹۹۲ (به انگلیسی: 7992 Yozan، نامگذاری:1981WC) هفت هزار و نهصد و نود و دومین سیارک کشف شده‌است که در ۲۸ نوامبر ۱۹۸۱ کشف شد.
قدر مطلق سیارک برابر ۱۳٫۱۰ است.